# Lucjan Kulej

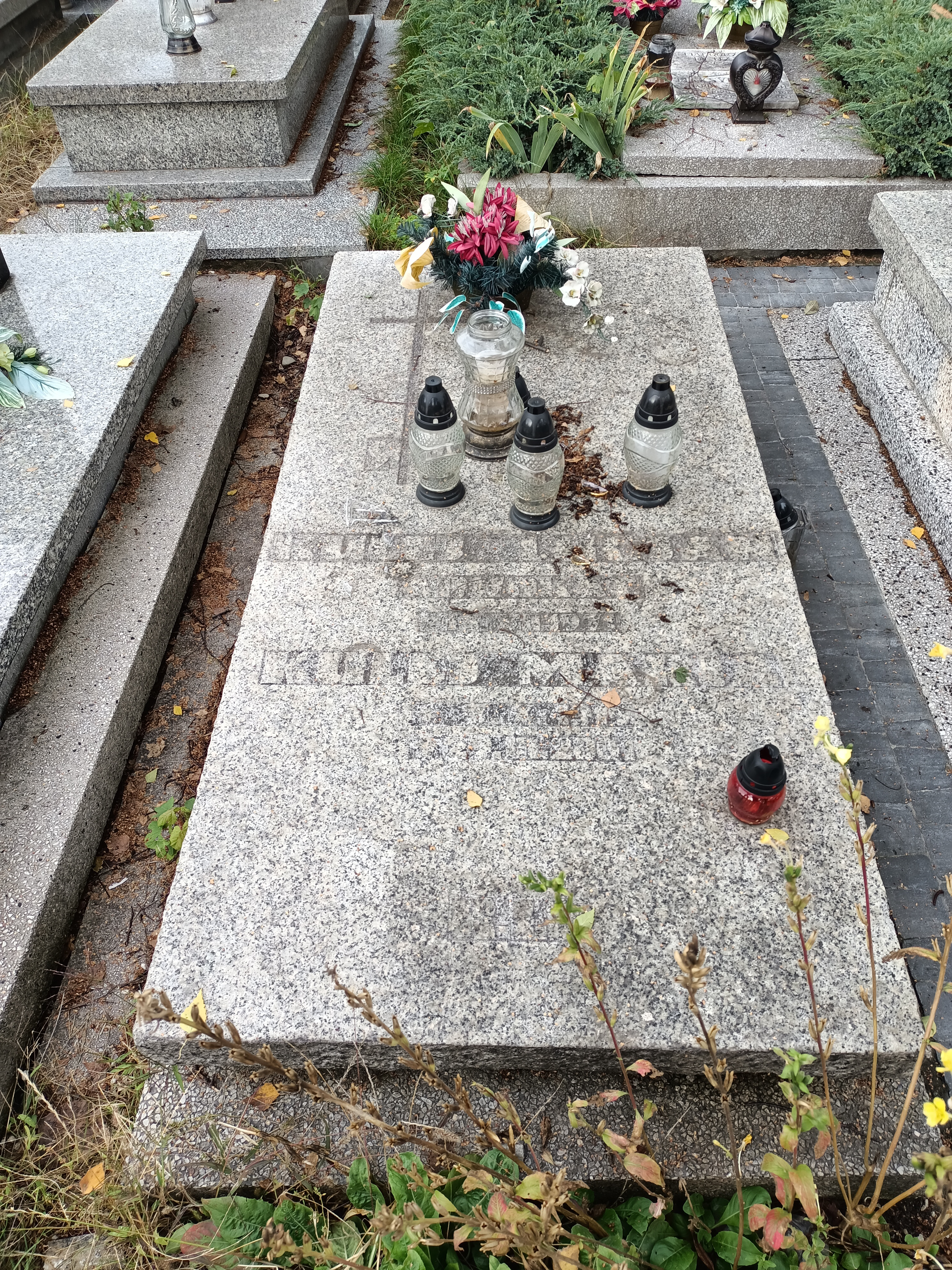
Grób hokeisty Lucjana Kuleja na cmentarzu przy ul Sienkiewicza w Katowicach

Lucjan Kulej (ur. 26 listopada 1896 r. w Dankowie, zm. 13 lipca 1971 r. w Katowicach) – hokeista, wioślarz, prawnik, olimpijczyk z St. Moritz 1928.

Ukończył gimnazjum w Częstochowie, po czym wyjechał na studia prawnicze do Warszawy. Tam trenował wioślarstwo. Latem 1918 został wybrany do zarządu AZS Warszawa. 
Jednocześnie od 1915 należał do POW. 7 listopada 1918 roku zgłosił się na ochotnika do wojska i otrzymał przydział do formowanego w Dębicy pułku strzelców konnych (późniejszy 9 Pułk Ułanów Małopolskich). Jeszcze w tym samym miesiącu wyruszył na front polsko-ukraiński. W grudniu tego samego roku został ciężko ranny i dostał się do niewoli, z której zbiegł na wiosnę roku następnego. W lecie 1920 został mistrzem Polski w dwóch konkurencjach: czwórce ze sternikiem i w ósemce. W tym samym roku wyruszył na front wojny polsko-bolszewickiej. Zdemobilizowany, w czasie przygotowań do plebiscytu śląskiego był delegatem warszawskiego komitetu; zajmował się zadaniami kurierskimi. Był jednym z założycieli sekcji hokejowej AZS Warszawa (1922). 
W 1924 roku ukończył studia prawnicze, a w 1927 - aplikację sądową. Był podprokuratorem Sądu Okręgowego w Warszawie, w Sosnowcu i w Katowicach. W 1931 uczestniczył w mistrzostwach świata w hokeju na lodzie w Krynicy. Po zakończeniu kariery zawodniczej był działał jeszcze jako sędzia i trener. Jako współtrener pojechał na kolejne igrzyska olimpijskie.  
Podczas okupacji niemieckiej pełnił funkcję prokuratora podziemnego Sądu Okręgowego w Warszawie. Uczestnik powstania warszawskiego w batalionie Bełt (ps. „Ostoja”). Pod koniec powstania zbiegł wraz z żoną i ukrywał się pod Warszawą. Po wojnie założył kancelarię adwokacką i pracował w zawodzie do osiągnięcia wieku emerytalnego.

## Osiągnięcia sportowe
- Uczestnik igrzysk olimpijskich w hokeju na lodzie
- Akademicki mistrz świata w hokeju na lodzie (1928)[9]
- Wicemistrz Europy w hokeju na lodzie (1929)[6]
- Mistrz Polski w hokeju na lodzie (1927–1931)[9]
- Mistrz Polski w wioślarstwie - czwórka ze sternikiem (1920, 1925)[4]
- Mistrz Polski w wioślarstwie - ósemka (1920, 1922, 1925, 1926)[5]